# Non Mollare
Non Mollare fu un periodico clandestino antifascista - il primo in Italia - stampato senza cadenza fissa (Esce quando può) a Firenze tra il gennaio e l'ottobre del 1925. Cessò le pubblicazioni dopo 22 numeri. Con lo stesso nome riprese le pubblicazioni come rivista dal 1945 al 1961.

Alcuni redattori del giornale nel 1925: Nello Traquandi, Tommaso Ramorino, Carlo Rosselli, Ernesto Rossi, Luigi Emery, Nello Rosselli.

## Storia
A partire dal gennaio 1925, un gruppo d'intellettuali salveminiani – Nello Traquandi, Tommaso Ramorino, Carlo e Nello Rosselli, Ernesto Rossi e lo stesso Salvemini – dopo l'esperienza fiorentina del Circolo della cultura, destinata ad essere bruscamente interrotta da una violenta incursione delle camicie nere nella sede del circolo in Borgo Santi Apostoli, e quella ancor più rischiosa di Italia libera, decise di dare vita ad un «foglio clandestino di battaglia».
Il titolo, come ricorda Gaetano Salvemini richiamandosi ad un racconto di Ernesto Rossi, venne suggerito da Nello Rosselli.
(G. Salvemini, Il «Non Mollare», introduzione alla riproduzione fotografica dei numeri usciti.)
Traquandi e Rossi avevano il compito di reperire notizie riservate sulle tipografie, osservando le rigorose regole della clandestinità.
Gli scopi del Non Mollare, nelle intenzioni dei suoi fondatori, non erano tanto quelle di costituire un quotidiano di informazione, ma soprattutto quelle di disobbedire alle proibizioni impartite dal governo fascista, esercitando il diritto a promuovere il libero pensiero.
Regolarmente venivano stampate due o tremila copie, grazie al contributo volontario dei lettori e nel torno di poco tempo il giornale clandestino iniziò a circolare rapidamente. Il numero 5, del febbraio 1925, tirò 25 000 copie grazie alla pubblicazione del memoriale di Filippo Filippelli , in cui Mussolini venne chiamato in causa come mandante dell'assassinio di Giacomo Matteotti.
Nell'aprile del 1925 i fascisti trovarono alcuni pacchetti del giornale nello studio di tre avvocati fiorentini. In maggio la denuncia di un tipografo provocò la repressione e la dispersione della maggior parte dei redattori del foglio.

## Esiti della repressione fascista
Dino Vannucci riuscì a fuggire in Brasile. Salvemini fu arrestato l'8 giugno 1925 a Roma e denunciato per «vilipendio del governo». Messo in libertà provvisoria a luglio, in attesa del processo, passò la notte a Firenze, in casa dei Rosselli, che non erano ancora fra i sospettati, per evitare le minacce dei fascisti. Gli squadristi però, venuti a conoscenza del fatto, il giorno dopo devastarono l'abitazione dei Rosselli. Successivamente, dopo esser stato processato insieme a Ernesto Rossi, Salvemini poté godere di un'amnistia e, in agosto, si rifugiò clandestinamente in Francia.
Rossi fu arrestato il 30 ottobre 1930. Gli furono inflitti venti anni di carcere dal Tribunale Speciale, dei quali nove scontati nelle "patrie galere" e quattro al confino nell'isola di Ventotene. Nell'isola tirrenica, con Altiero Spinelli ed Eugenio Colorni si fece portatore delle idee federaliste europee che nel 1941 furono raccolte nel Manifesto di Ventotene.
Piero Calamandrei, per mantenere la cattedra universitaria, nel 1931 giurò fedeltà al regime fascista. Firmò perché considerava l'insegnamento "il suo posto di combattimento", ma quella sottomissione gli costerà "l'animo straziato".
Nello Traquandi fu condannato dal Tribunale speciale per la difesa dello Stato nel 1930. Nel 1934 e 1939 fu condannato al confino politico che scontò a Lipari, Ponza e Ventotene. 
Rosselli fu aggredito a Genova mentre si recava all'Università e poi disturbato durante la sua lezione, con la richiesta del suo allontanamento. A questo punto, preferì dimettersi. Il 27 marzo 1926, a Milano, insieme a Pietro Nenni fondò la rivista «Il Quarto Stato». Alla fine del 1926 fu arrestato, insieme a Ferruccio Parri, per aver fatto espatriare Filippo Turati a Calvi in Corsica, con un motoscafo partito da Savona. Venne detenuto nelle carceri di Como fino al maggio del 1927 e poi inviato al confino di Lipari in attesa del processo. Infine evase e fuggì in Francia, insieme a Francesco Fausto Nitti ed Emilio Lussu (29 luglio 1929).

## Nel dopoguerra
Le edizioni di «Non Mollare» ripresero tra il 1945 e il 1961 come organo del Partito d'Azione di Firenze, sul quale scrisse tra gli altri Giorgio Spini.